# Peter Schenling
Peter Schenling, född 1 december 1715 i Skänninge, Östergötlands län, död 5 mars 1790 i Linköpings församling, Östergötlands län, var en svensk borgmästare, riksdagsledamot och politiker.

## Biografi
Schenling föddes 1715 i Skänninge, Östergötlands län, hans far var rådmannen och handelsmannen Nils Olofsson. Han blev 1735 student vid Uppsala universitet. I början när Schenling kom till Linköping var han kanslist och från 1746 bokhållare vid Linköpings slott. Från 1763 arbetade han som rådman i samma stad. Borgmästare i Linköping var han mellan åren 1777 och 1788. Schenling avled 1790 i Linköpings församling.
Schenling var riksdagsledamot för borgarståndet i Linköping vid riksdagen 1778–1779.